# اسپارتاکوس: جنگ نفرین‌شدگان
اسپارتاکوس: جنگ نفرین شدگان (به انگلیسی: Spartacus: War of the Damned) نام مجموعهٔ تلویزیونی است از گروه تلویزیونی استارز که پخش آن از تاریخ ۲۵ ژانویهٔ ۲۰۱۳ (میلادی) آغاز شد. داستان این فصل در ادامه اسپارتاکوس: انتقام و
اسپارتاکوس: خون و شن می‌باشد.

## داستان
پس ار مرگ گایوس کلادیوس گلابر شمار شورشیان به بیش از هزاران بردهٔ آزاد شده از چنگال روم افزایش یافت و «اسپارتاکوس» در کنار یارانش «کریکسوس»، «گانیکوس» و «آگرون» برای جنگ با روم آماده می‌شوند. سنای روم از یک سیاستمدار ثروتمند و جنگ بلد به اسم «مارکوس کراسوس» درخواست کمک می‌کند و «جولیوس سزار» جوان را هم به عنوان هم پیمانش برای سرکوب کردن شورشیان انتخاب می‌کند…